# Châtel-Censoir
Pour les articles homonymes, voir Chatel.
Châtel-Censoir est une commune française riveraine de l'Yonne, située dans le département de l'Yonne en région Bourgogne-Franche-Comté.

## Géographie
Châtel-Censoir se situe au bord de l'Yonne et du canal du Nivernais, à 38 km au sud et en amont d'Auxerre.

### Climat
Pour des articles plus généraux, voir Climat de la Bourgogne-Franche-Comté et Climat de l'Yonne.
En 2010, le climat de la commune est de type climat océanique dégradé des plaines du Centre et du Nord, selon une étude du Centre national de la recherche scientifique s'appuyant sur une série de données couvrant la période 1971-2000. En 2020, Météo-France publie une typologie des climats de la France métropolitaine dans laquelle la commune est exposée à un climat océanique altéré et est dans une zone de transition entre les régions climatiques « Lorraine, plateau de Langres, Morvan » et « Centre et contreforts nord du Massif Central ». 
Pour la période 1971-2000, la température annuelle moyenne est de 10,9 °C, avec une amplitude thermique annuelle de 15,4 °C. Le cumul annuel moyen de précipitations est de 733 mm, avec 11,7 jours de précipitations en janvier et 7,9 jours en juillet. Pour la période 1991-2020, la température moyenne annuelle observée sur la station météorologique de Météo-France la plus proche, « Merry-sur-Yonne », sur la commune de Merry-sur-Yonne à 4 km à vol d'oiseau, est de 11,5 °C et le cumul annuel moyen de précipitations est de 776,9 mm. 
La température maximale relevée sur cette station est de 40,7 °C, atteinte le 7 août 2003 ; la température minimale est de −22 °C, atteinte le 16 janvier 1985,,. 
Les paramètres climatiques de la commune ont été estimés pour le milieu du siècle (2041-2070) selon différents scénarios d'émission de gaz à effet de serre à partir des nouvelles projections climatiques de référence DRIAS-2020. Ils sont consultables sur un site dédié publié par Météo-France en novembre 2022.

## Urbanisme

### Typologie
Au 1er janvier 2024, Châtel-Censoir est catégorisée commune rurale à habitat dispersé, selon la nouvelle grille communale de densité à sept niveaux définie par l'Insee en 2022.
Elle est située hors unité urbaine et hors attraction des villes,.

### Occupation des sols
L'occupation des sols de la commune, telle qu'elle ressort de la base de données européenne d’occupation biophysique des sols Corine Land Cover (CLC), est marquée par l'importance des forêts et milieux semi-naturels (56,2 % en 2018), une proportion sensiblement équivalente à celle de 1990 (56,4 %). La répartition détaillée en 2018 est la suivante : 
forêts (51,7 %), terres arables (33,9 %), milieux à végétation arbustive et/ou herbacée (4,5 %), zones agricoles hétérogènes (4,1 %), prairies (3,5 %), zones urbanisées (2,3 %). L'évolution de l’occupation des sols de la commune et de ses infrastructures peut être observée sur les différentes représentations cartographiques du territoire : la carte de Cassini (XVIIIe siècle), la carte d'état-major (1820-1866) et les cartes ou photos aériennes de l'IGN pour la période actuelle (1950 à aujourd'hui).

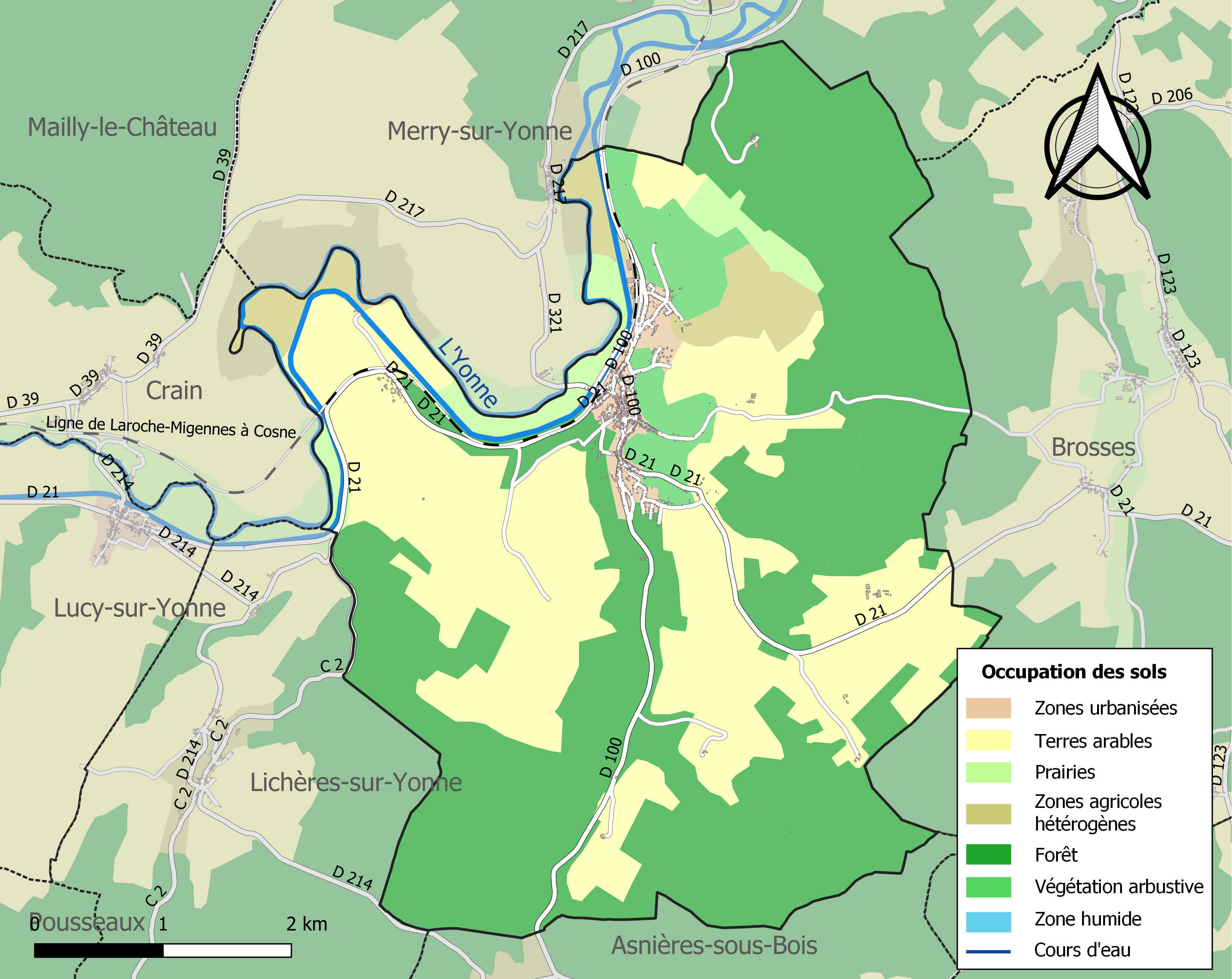
Carte des infrastructures et de l'occupation des sols de la commune en 2018 (CLC).

## Toponymie
Le nom de la ville vient de saint Censure ou Censoire, évêque d'Auxerre de 472 à 502,.
Le nom de Châtel-sans-Souef, utilisé au XVIe siècle, serait dû à ce que le château de cette ville ne possédait pas de point d'eau et qu'il fallait être « sans souef » (sans soif) pour y habiter. Châtel-sans-Souef est le nom donné dans le procès-verbal du 21 avril 1547 écrit pour l'arrivée à Paris le 20 avril 1547 du premier train de bois flotté, mené depuis Châtel-Censoir par Charles Lecomte. Le nom et cette explication sont encore mentionnés dans l'annuaire de la Nièvre de 1825.

## Histoire
Il semble que saint Censure (mort en 502) ait fait construire un château sur le site, puis ait fait don de sa châtellenie de Censoir au chapitre d'Auxerre. Le seigneur du lieu serait donc l'évêque d'Auxerre à partir du début du VIe siècle.
Un château fortifié existait au sommet de la butte avant que le premier lieu de culte chrétien ne soit construit, à côté du château et probablement sur l'emplacement d'un ancien lieu de culte païen.

Durant le Moyen Âge ce château devient l'une des sept châtellenies de Donzy. Au IXe siècle un chapitre de chanoines sous l’autorité de l’évêque d'Auxerre est fondé dans l'église ; il sera dissous à la Révolution. L'église devient une collégiale à leur arrivée.
En 1127 Geoffroy III de Donzy, puissant féodal possesseur de Donzy, La Ferté-Loupière et Gien, est vassal de l'évêque d'Auxerre pour des biens sis à Reigny, et le suzerain de plusieurs familles portant le nom de Châtel-Censoir. Lui même est apparenté au grand évêque d'Auxerre Hugues de Chalon. Lui et son lignage signent plusieurs actes à Châtel qui est manifestement en leur pouvoir. Son petit-fils Hervé de Donzy deviendra comte de Nevers en 1199 après avoir capturé son beau-père Pierre et épousé Mathilde de Courtenay-Nevers. Les domaines du gendre et du beau-père sont dès lors amenés à s'unir. 
Le château est détruit au XIIe siècle par Guillaume III, comte de Nevers (1148-1161 ; arrière-grand-père de Mathilde de Courtenay); il semble qu'il n'ait pas été rebâti. Une église romane est construite, probablement dans la deuxième moitié du XIIe siècle. L'établissement collégial comprend les demeures des chanoines, un dortoir, un réfectoire et un cellier.
Des vestiges de l'ancien château de saint Censure ou « château d’en bas », subsistent dans la rue Campion : une maison privée abrite une cave remontant probablement au XIIe siècle.
Les titres de la collégiale de Châtel-Censoir permettent de mesurer la profonde détresse des habitants lors de l'affrontement entre Armagnacs et Bourguignons, se disputant le contrôle de Mailly-le-Château. 
Châtel-Sans-Souef a l'honneur d'être le point de départ du premier train de bois (de chauffage, de construction...) ayant flotté en aval sur l'Yonne et la Seine jusqu'à Paris,, où il est arrivé le 20 avril 1547 mené par Charles Leconte, charpentier nivernais travaillant à Paris comme maître d’œuvre de l'hôtel de ville. La palme de précurseur du flottage du bois a malgré cela été donnée par Clamecy (qui se trouve en bord d'Yonne) en 1828 à Jean Rouvet, riche marchand de bois de Paris, pour avoir le premier fait flotter du bois sur la Cure jusqu'à Paris en 1549. Il est vrai que la Cure est nettement moins navigable que l'Yonne, qui est commercialement navigable jusqu'à Clamecy (en amont de Châtel-Censoir) ; mais Rouvet n'est pas le premier à avoir flotté du bois sur la Cure : il a repris le travail de Gille Deffroissez, maître de forges du Nivernais qui s'est ruiné dans sa tentative pourtant réussie de flotter du bois sur la Cure en 1546. Le commerce de bois, flotté depuis le Morvan jusqu'à Paris via l'Yonne et la Cure, a duré jusqu'au XIXe siècle.

### Abbaye de Châtel-Censoir et source de Saint-Potentien
Une abbaye bénédictine est fondée dans l'enceinte du château, avant la fin du XIIe siècle.
Étienne évêque d'Autun (1171-1189), souhaite prendre la succession de l'abbé de Châtel-Censoir, à l'encontre des souhaits du pape Alexandre III qui veut y voir un nommé Seguin, chanoine de Château-Censoir et neveu de l'abbé de Saint-Germain-des-Prés. Alexandre III écrit à Guillaume de Toucy et à Matthieu, évêque de Troyes de 1169 à 1180, pour leur demander d'"éclaircir le fait", ce qui signifie probablement un rappel que la volonté du pape passe avant celle d'un évêque car il ajoute que si l'élection d'Etienne a déjà été faite elle est "contraire aux saints canons". Toujours pour cette affaire mais après l'élection de Seguin à la charge convoitée, le cardinal diacre Jacques écrit lui aussi à Guillaume de Toucy en lui demandant de maintenir Seguin en place "contre les poursuites de l'évêque d'Autun qui devrait être content de l'évêché qu'il a".
L'église abbatiale est si endommagée en 1448 et 1490 qu'elle doit être entièrement reconstruite,.
La source Saint-Potentien se trouve à environ 1 km au nord du village, entre le canal et la rivière Yonne. Fin XIXe ce n'est plus qu'une flaque d'eau sous des saules, alimentée par le canal. Elle a pris le nom de saint Potentien après que, selon la légende, celui-ci s'en soit abreuvé. Sa renommée médicinale s'est étendue jusqu'au Morvan pendant des siècles et le pèlerinage de la fête patronale était très fréquenté.

## Héraldique
| Blason de Châtel-Censoir | Blason  | D'azur à un château d'or posé sur une terrasse d'argent. |
| Blason de Châtel-Censoir | Détails | Le statut officiel du blason reste à déterminer.         |

## Politique et administration
| Période                                  | Période   | Identité                               | Étiquette | Qualité    |
| ---------------------------------------- | --------- | -------------------------------------- | --------- | ---------- |
| Les données manquantes sont à compléter. |           |                                        |           |            |
| mars 2001                                | mars 2014 | Jean-Claude Bohain                     |           |            |
| mars 2014                                | 2020      | Bertrand Massias Jurien de La Gravière | DVD       | Industriel |
| juillet 2020                             | En cours  | Olivier Maguet                         | DVG       |            |

## Démographie
L'évolution du nombre d'habitants est connue à travers les recensements de la population effectués dans la commune depuis 1793. Pour les communes de moins de 10 000 habitants, une enquête de recensement portant sur toute la population est réalisée tous les cinq ans, les populations de référence des années intermédiaires étant quant à elles estimées par interpolation ou extrapolation. Pour la commune, le premier recensement exhaustif entrant dans le cadre du nouveau dispositif a été réalisé en 2005.

En 2022, la commune comptait 565 habitants, en évolution de −12,13 % par rapport à 2016 (Yonne : −1,95 %, France hors Mayotte : +2,11 %).
| 1793  | 1800  | 1806  | 1821  | 1831  | 1836  | 1841  | 1846  | 1851  |
| ----- | ----- | ----- | ----- | ----- | ----- | ----- | ----- | ----- |
| 1 016 | 1 067 | 1 141 | 1 211 | 1 207 | 1 310 | 1 332 | 1 423 | 1 422 |

| 1856  | 1861  | 1866  | 1872  | 1876  | 1881  | 1886  | 1891  | 1896  |
| ----- | ----- | ----- | ----- | ----- | ----- | ----- | ----- | ----- |
| 1 346 | 1 344 | 1 346 | 1 312 | 1 235 | 1 192 | 1 148 | 1 135 | 1 012 |

| 1901 | 1906 | 1911 | 1921 | 1926 | 1931 | 1936 | 1946 | 1954 |
| ---- | ---- | ---- | ---- | ---- | ---- | ---- | ---- | ---- |
| 983  | 891  | 934  | 826  | 823  | 787  | 748  | 756  | 662  |

| 1962 | 1968 | 1975 | 1982 | 1990 | 1999 | 2005 | 2006 | 2010 |
| ---- | ---- | ---- | ---- | ---- | ---- | ---- | ---- | ---- |
| 708  | 805  | 713  | 677  | 602  | 657  | 674  | 670  | 663  |

| 2015 | 2020 | 2022 | - | - | - | - | - | - |
| ---- | ---- | ---- | - | - | - | - | - | - |
| 641  | 571  | 565  | - | - | - | - | - | - |

## Économie
Une petite activité de pêche est constatée au début du XVe siècle. 
À partir du milieu du XVIe siècle, la ville abrite de très nombreux compagnons de rivière recrutés en son sein, employés par les marchands de bois locaux, de Clamecy ou d'Auxerre, pour mener les trains de bois (de chauffage) jusque dans les différents ports parisiens, jusqu'au tout début du XXe siècle. Ces professionnels sont correctement rémunérés et conservent leurs attaches agricoles quand la saison de navigation cesse. A la descente, ils logent dans des huttes posées sur les trains. A la remontée, ils rentrent à pied à leur domicile, en allant d'hôtellerie en hôtellerie. Ils n'effectuent pas de transport de fret (vin, plâtre, tuiles, briques), qui reste le domaine des voituriers par eau. 
Des marchands de bois (Gandouard, Tenaille) domiciliés en ville affrètent depuis les forêts domaniales gérées par les receveurs seigneuriaux les trains de bois. Au milieu du XVIIIe siècle, les trains de bois arrivent en un point central : l'entrepôt pour la provision de bois de Paris, qui occupe la moitié Sud de l'actuel XIIIe arrondissement. 

## Culture locale et patrimoine
Châtel-Censoir a été labellisée "Cité de Caractère de Bourgogne Franche-Comté" en 2023

### Lieux et monuments notables
- Église Saint-Potentien[33] (crypte XIe s., nef XVe – XVIIe siècles) ;
- Château du Haut, résidence des gouverneurs pour les ducs de Nevers, datant du XVIe siècle[34] ;
- Porte d'entrée du château (XVIe siècle) ;
- Tour, seule subsistante des sept tours d'enceinte ayant existé ;
- Maison natale d'Edmé Champion (1766-1852), bijoutier bienfaiteur des pauvres de Paris ;
- Maison de Vaulabelle, datant de la 1re moitié du XVIIIe siècle[35] ;
- Maison Gandouard, datant du Directoire[36] ;
- Canal du Nivernais (XIXe siècle) ;
- Croix de chemin (XIXe siècle) ;
- Gare ferroviaire (XIXe siècle) ;
- Mairie-école (XIXe siècle) ;
- Monument aux morts (XXe siècle) ;
- Fontaine monumentale (XXe siècle) commémorant l'adduction de l'eau sous pression en 1938 ;

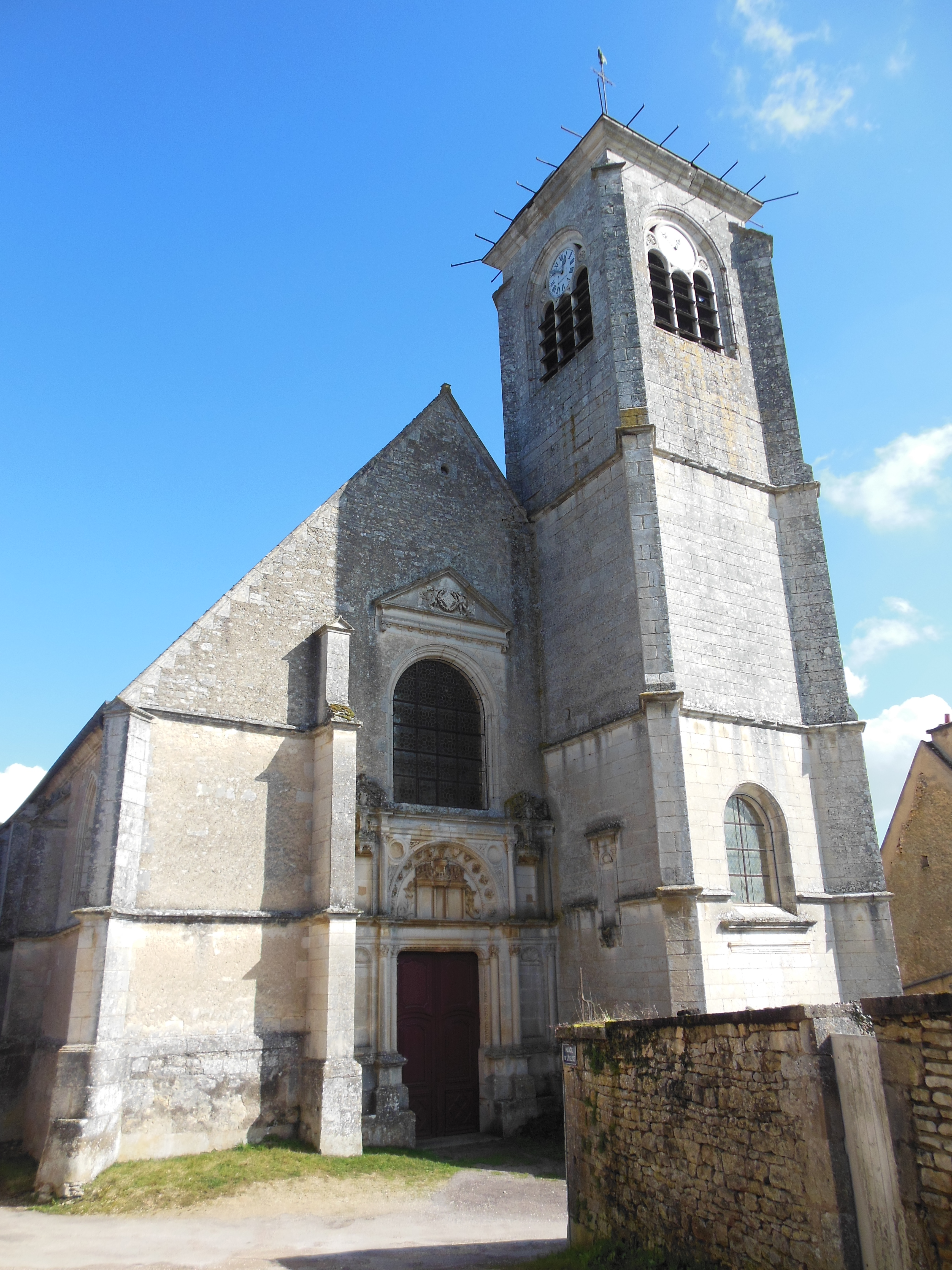
Église Saint-Potentien.
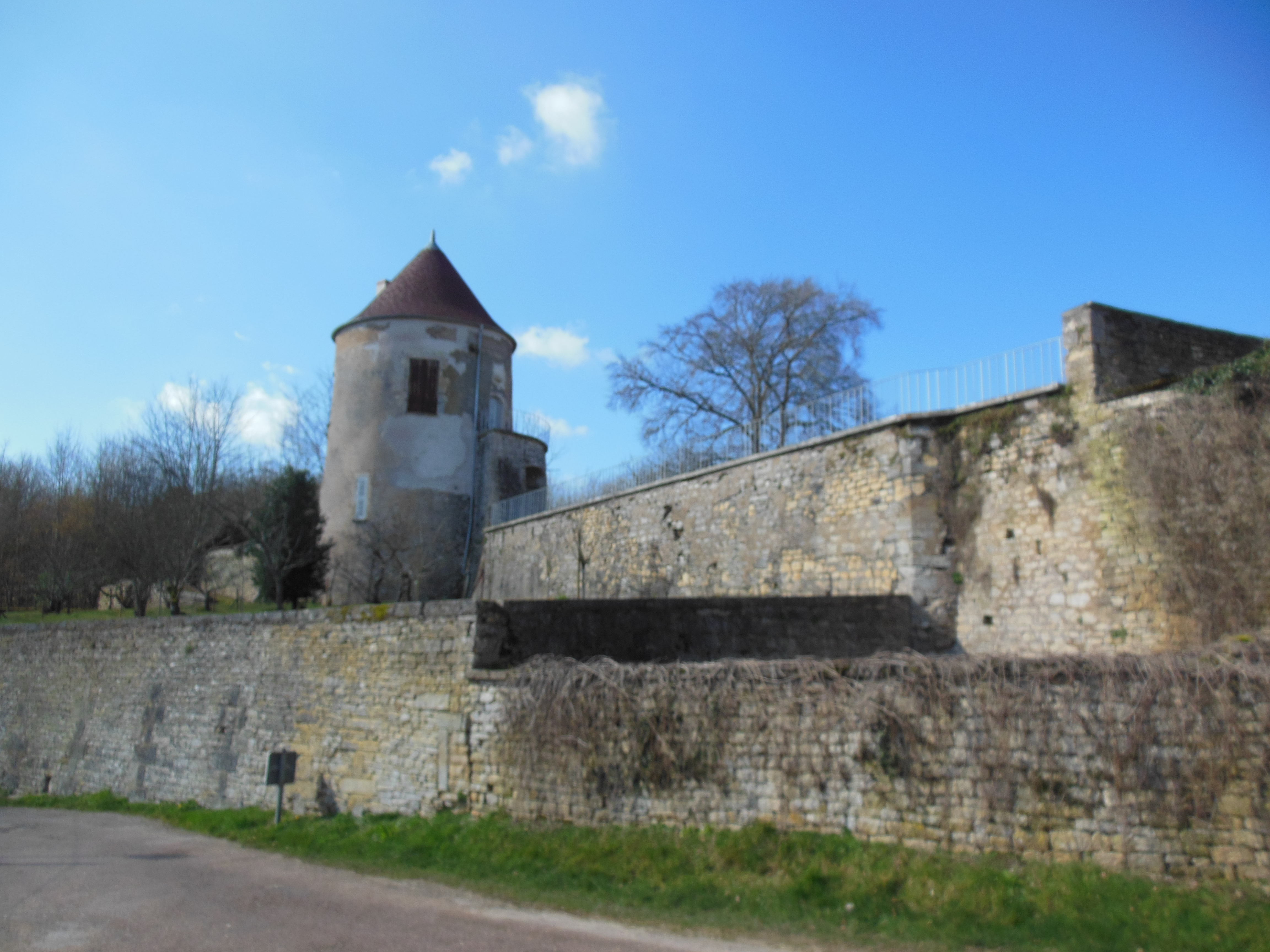
Tour d'enceinte.
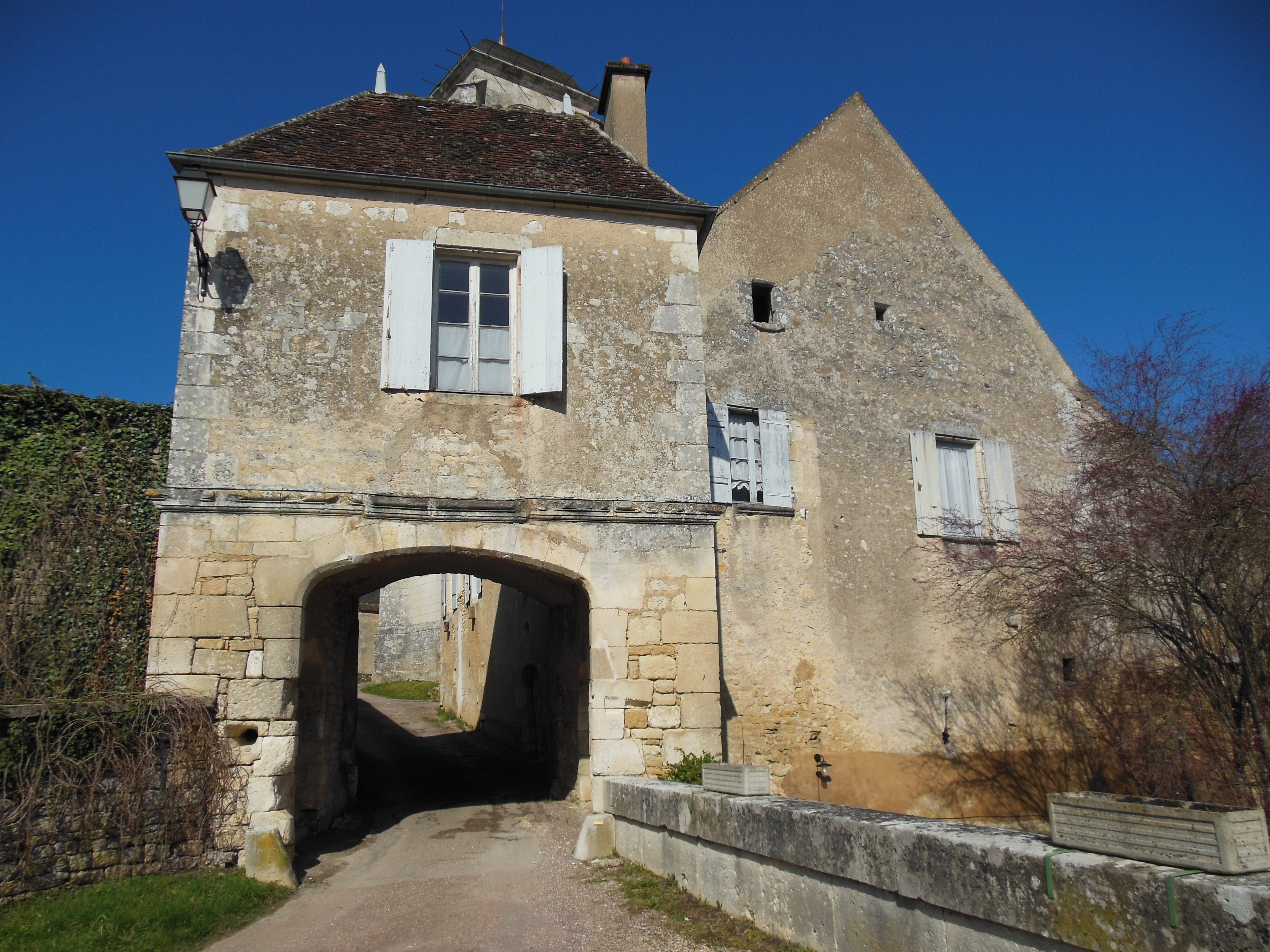
Porte d'entrée du château (XVIe s.)
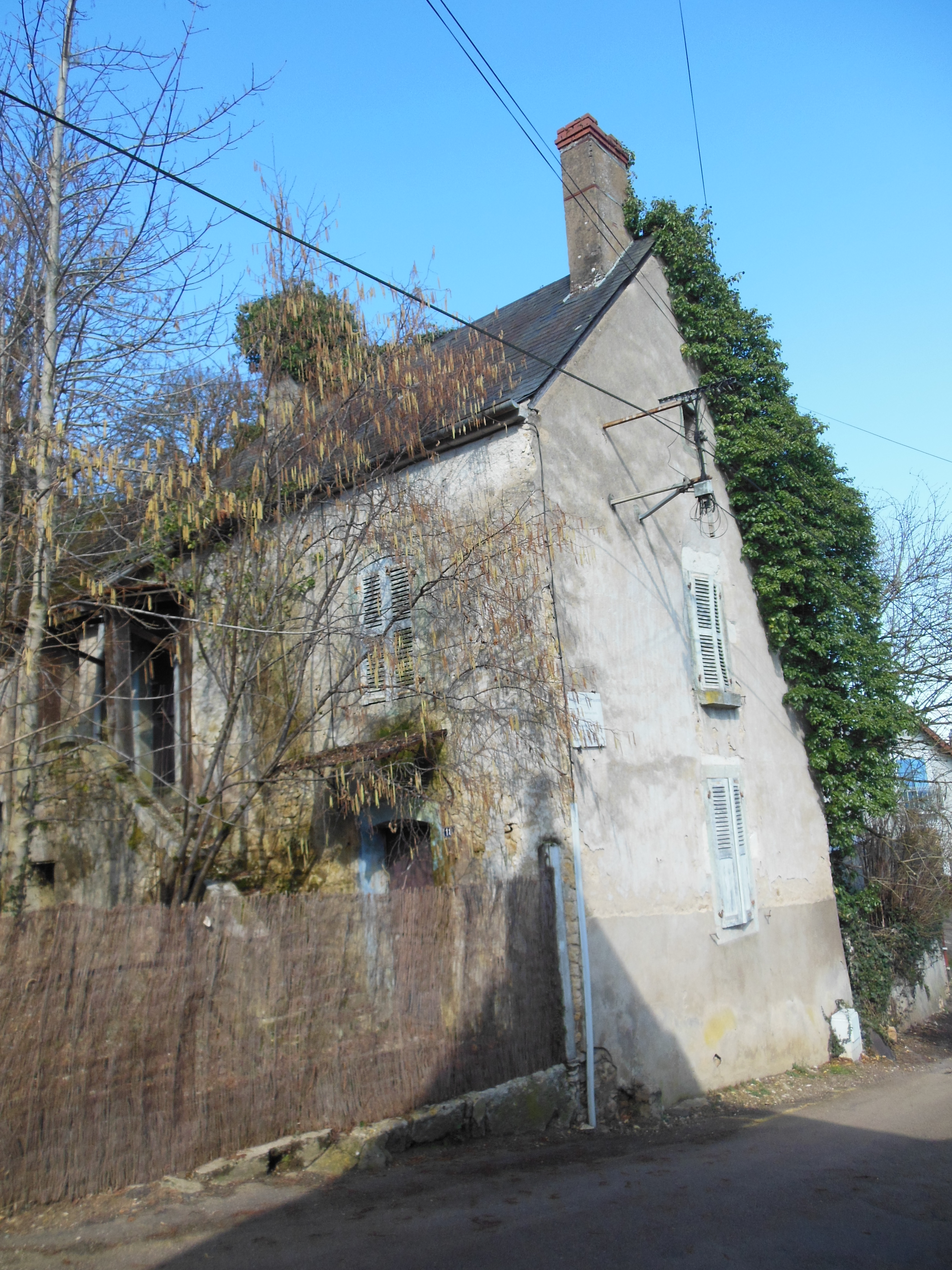
Maison natale d'Edmé Champion (XVIIe-XVIIIe s.)
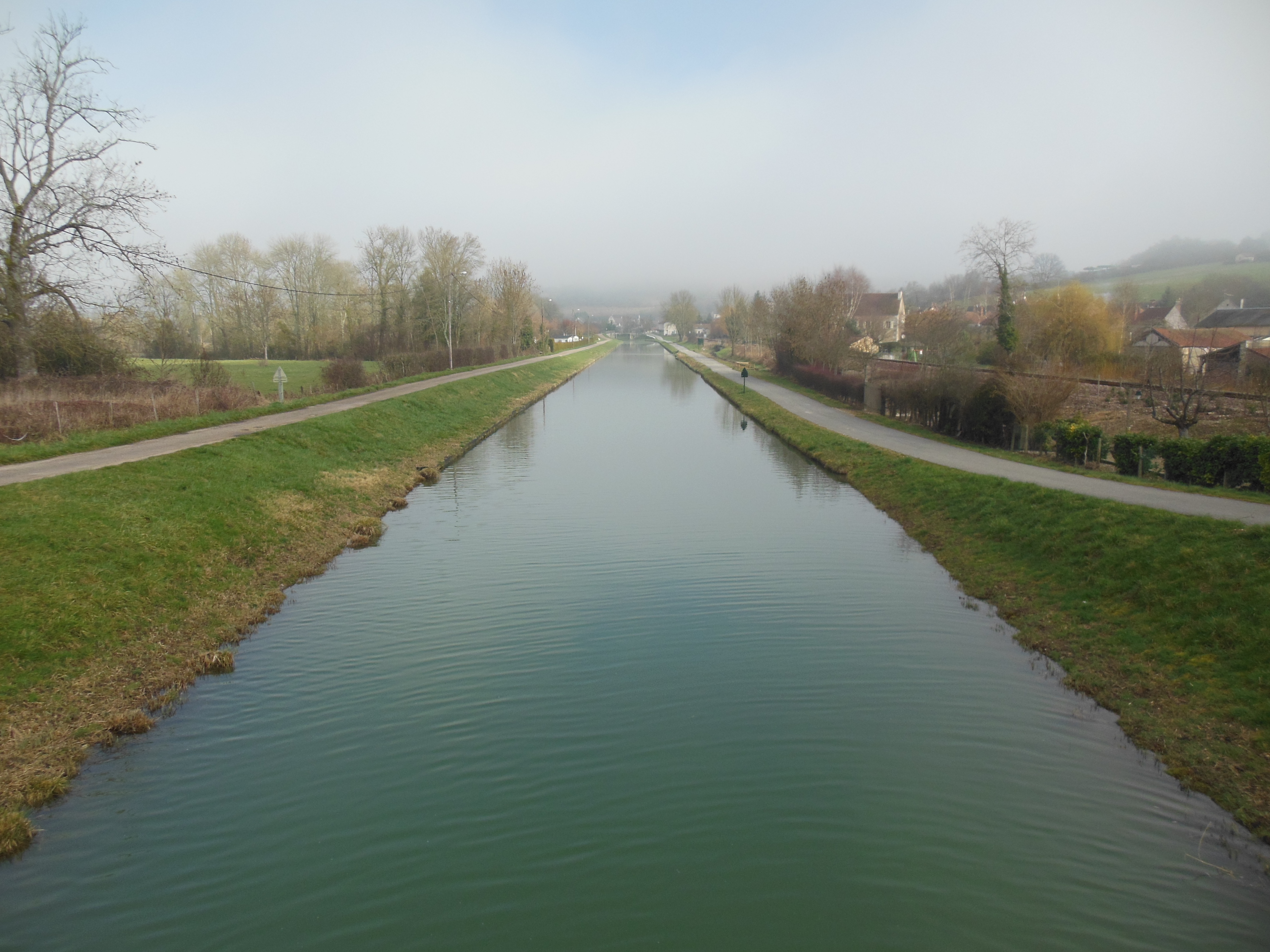
Canal du Nivernais (XIXe s.)
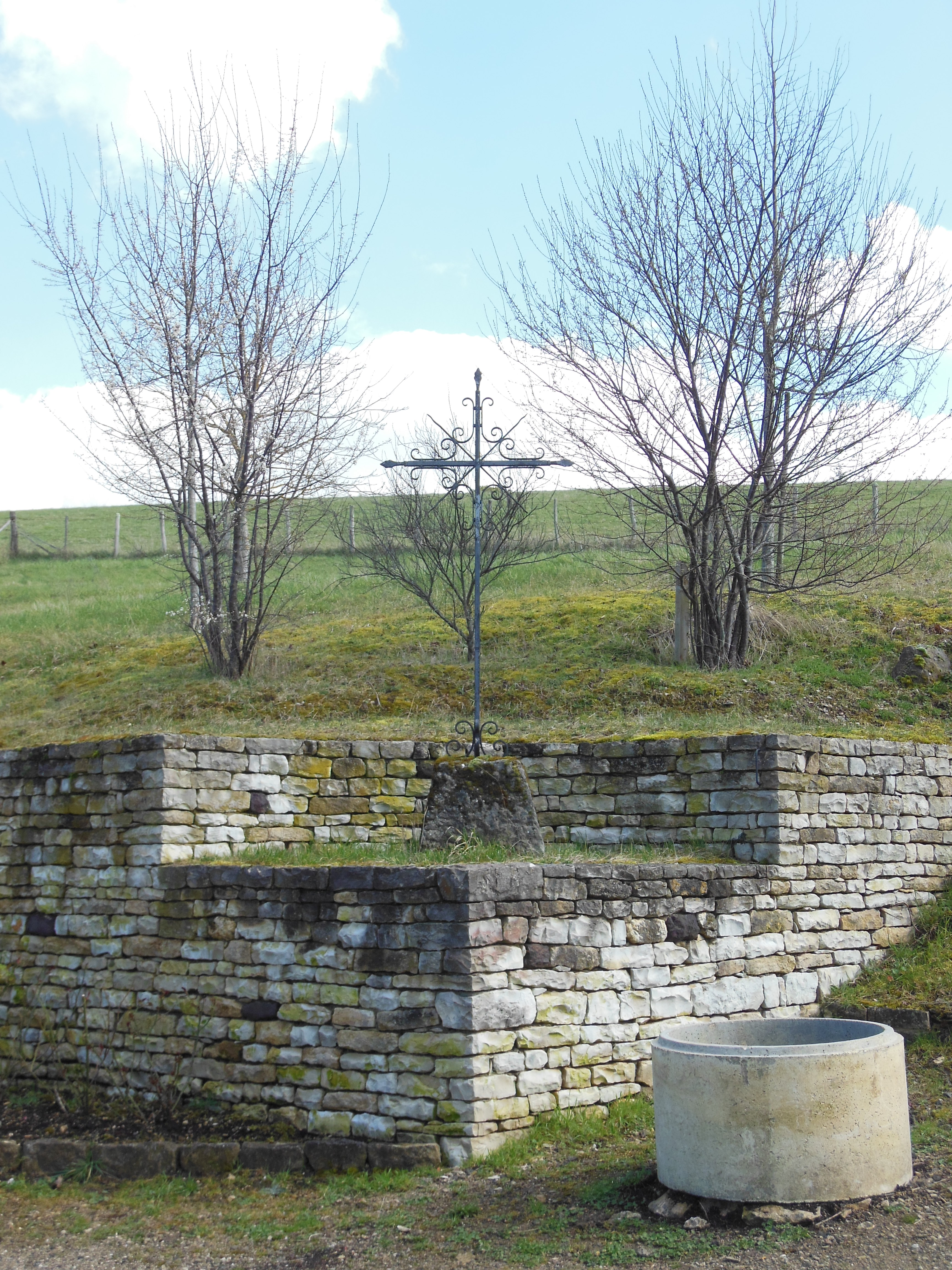
Croix (XIXe s.)
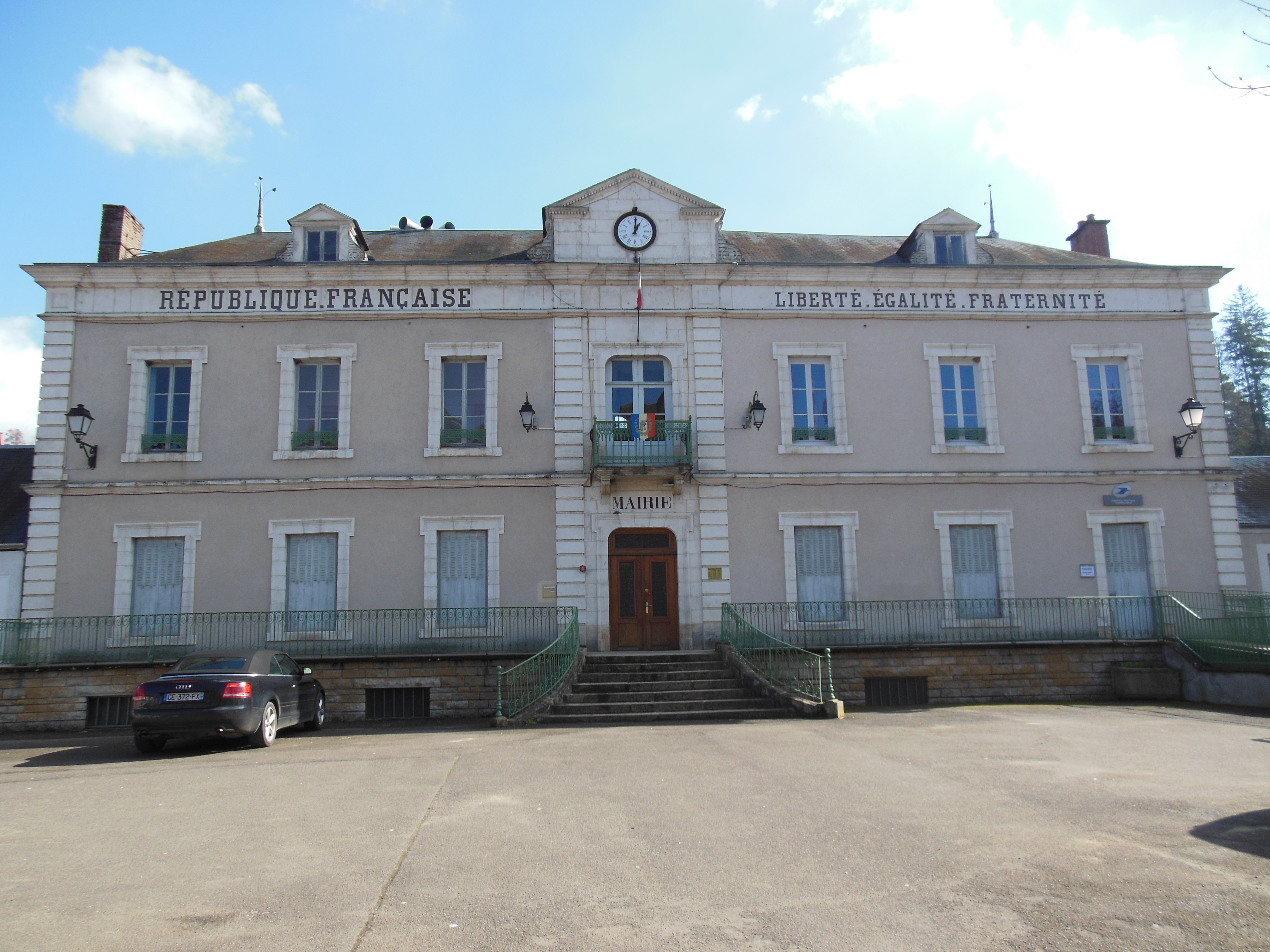
Mairie-école (XIXe s.)
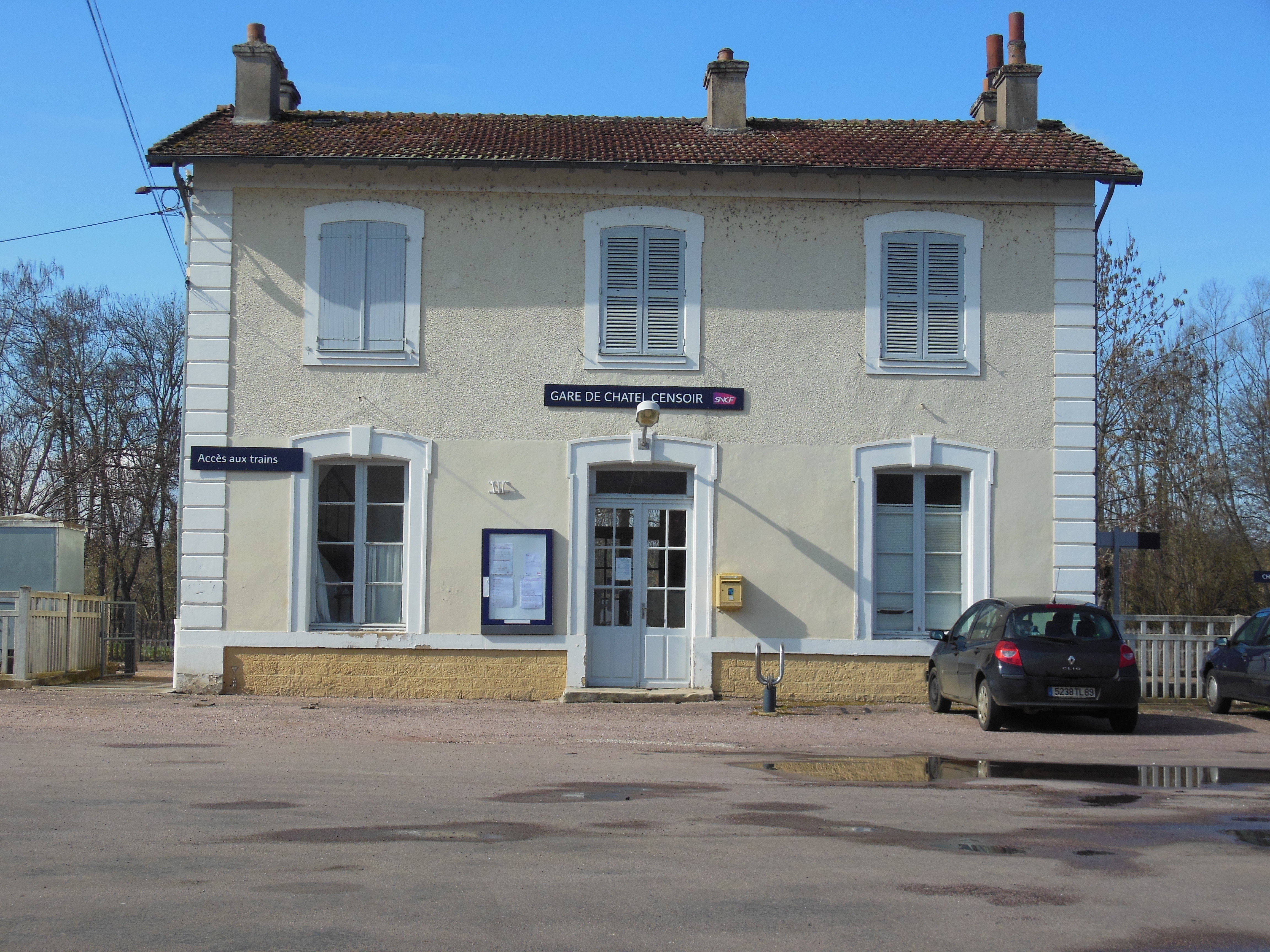
Gare ferroviaire (XIXe s.)
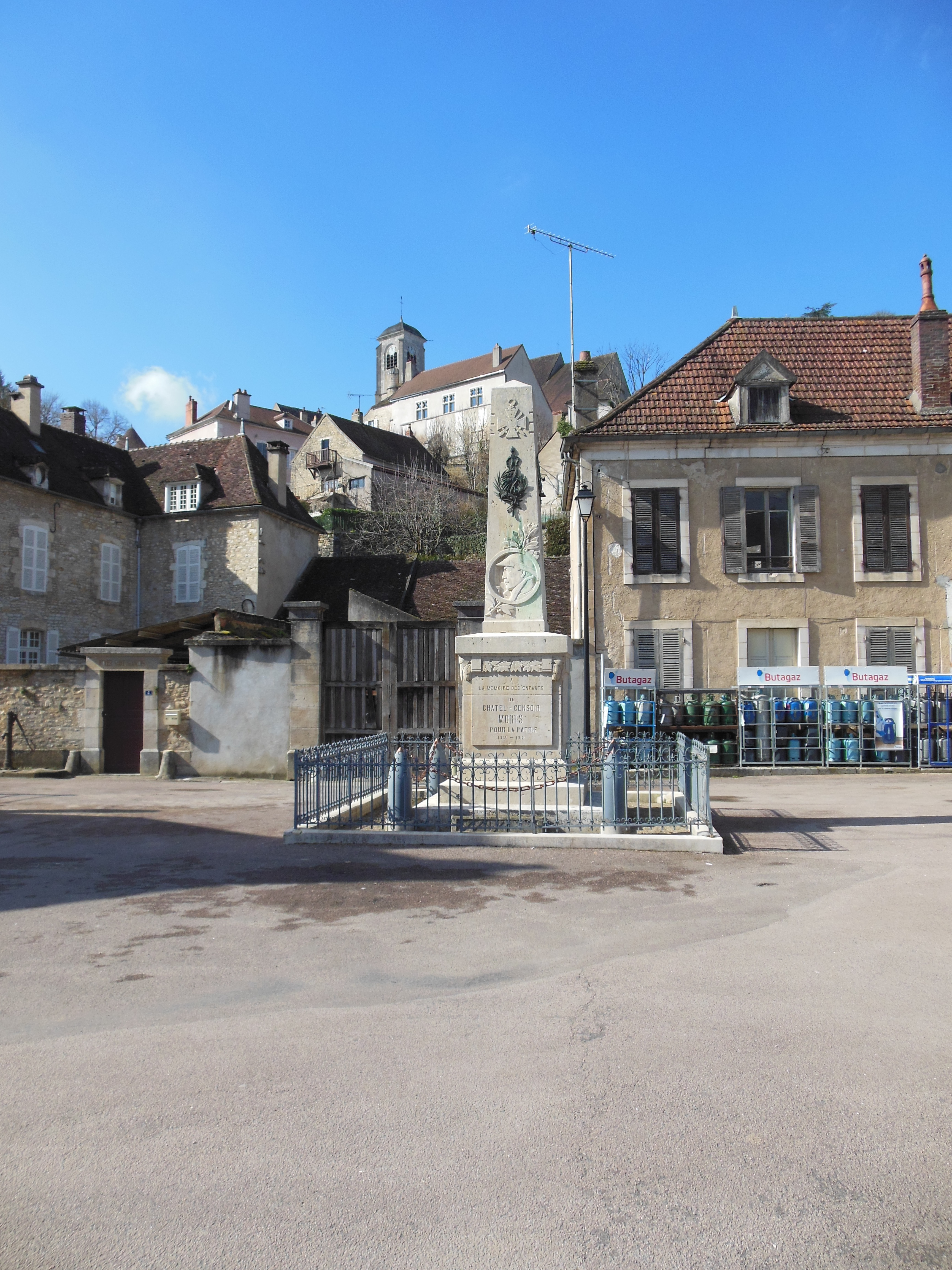
Monument aux morts (XXe s.)
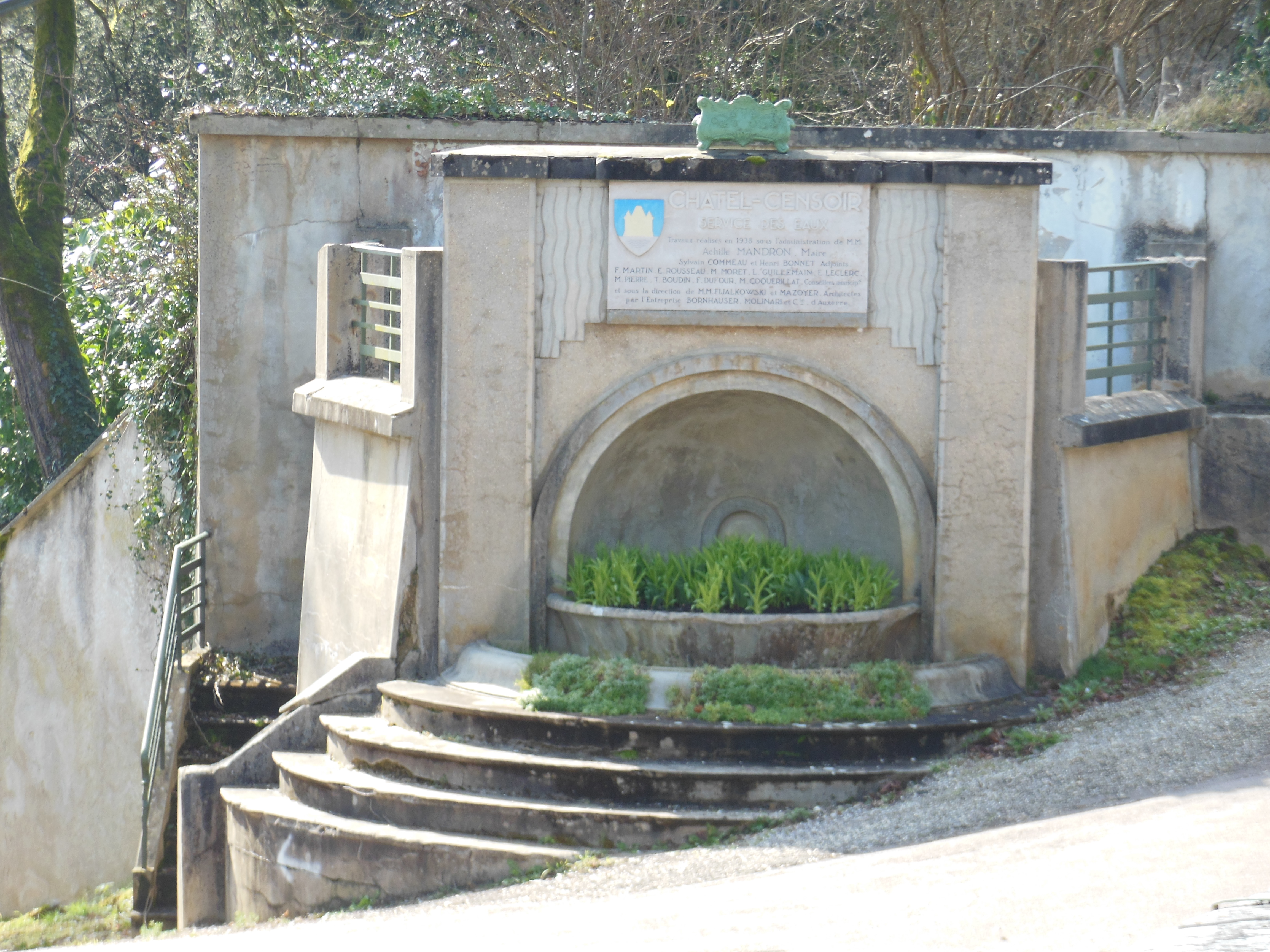
Fontaine (XXe s.)

### Personnalités liées à la commune

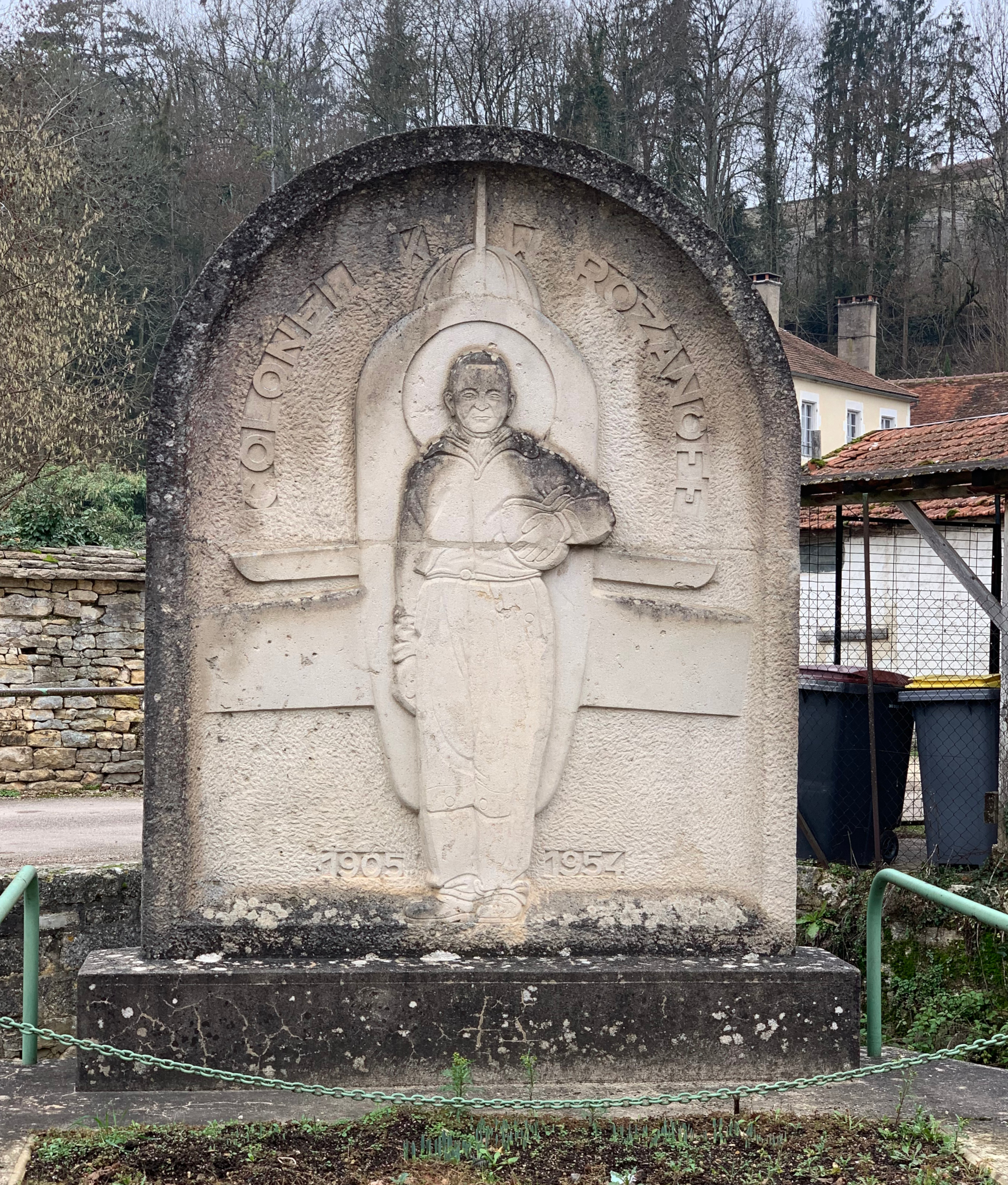
Relief en hommage à C. Rozanoff.

- Censure : neuvième évêque d'Auxerre de 472 à 502, a fait construire un château sur le site (castrum Censurii, puis castrum censorium), d'où le nom actuel de Châtel-Censoir[37].
- Edmé Champion, dit « Le Petit Manteau bleu » (1766-1852),  bijoutier parisien qui, enrichi, devient bienfaiteur des pauvres, y est né et mort[34]
- Achille Tenaille de Vaulabelle (1799-1879), journaliste et homme politique français,  représentant de l’Yonne à l’Assemblée constituante de 1848, ministre de l'Instruction publique et des cultes du 5 juillet au 13 octobre 1848, y est né.
- Éléonore Tenaille de Vaulabelle (1801-1859), écrivain et dramaturge français, frère du précédent, y est né. Il a publié ses romans sous le pseudonyme d'Ernest Desprez[Note 3] et toutes ses pièces sous celui de Jules Cordier.
- Henri Sellier (1849-1899), chanteur lyrique français, ténor à l'Opéra de Paris, y est né.
- Colonel Constantin Rozanoff (1905-1954),  aviateur français de la Seconde Guerre mondiale, colonel puis pilote d'essai  y possédait une maison. Un relief a été érigé à sa gloire rue de la Fontaine.
- Pierre Hervé (1913-1993), résistant, journaliste, professeur de philosophie et homme politique français, membre du Parti communiste français, y a passé sa retraite et y est mort.

## Pour approfondir